# Société des Travaux Mécaniques et Automobiles
Die Société des Travaux Mécaniques et Automobiles war ein französischer Hersteller von Automobilen.

## Unternehmensgeschichte
Das Unternehmen aus Courbevoie begann 1908 mit der Produktion von Automobilen. Der Markenname lautete TAM. Später erfolgte eine Umbenennung in H. Gendron und der Umzug nach Boulogne-Billancourt. 1924 endete die Produktion.

## Fahrzeuge
Zunächst gab es das Modell 12 CV mit einem Vierzylindermotor. 1913 bestand das Angebot aus dem 10/12 CV mit Einbaumotor von Chapuis-Dornier, 12/14 CV mit Motor von Decolange und 16/20 CV. Nach dem Ersten Weltkrieg gab es den unveränderten 10/12 CV sowie den 12/14 CV, der nun mit einem Motor von Sergant ausgestattet war. Ein Motor hatte 1779 cm³ mit einer Bohrung von 66 mm und einem Hub von 130 mm.